# Bun (logiciel)
Pour les articles homonymes, voir Bun.
Bun est un environnement d'exécution, gestionnaire de paquets, exécuteur de tests et un « module bundler » (littéralement, « groupeur de modules ») JavaScript, développé avec le langage de programmation Zig,. Il a été créé par Jarred Sumner comme une alternative à Node.js.
Contrairement à Node.js et Deno qui utilisent la machine virtuelle V8, Bun utilise JavaScriptCore comme moteur JavaScript.
Il prend en charge le building, la minification et le rendu côté serveur (Svelte, Nuxt.js, Vite)
L'environnement d'exécution prend en charge l'interface de fonction étrangère (en) (FFI), SQLite3, TLS 1.3, et la résolution DNS. Il comprend également des outils courants comme l'édition de fichiers, les serveurs HTTP, le websocket, et le hachage.
La première version officielle de Bun est sortie le 8 septembre 2023.
Depuis la version 1.1, il est disponible sur les versions 10 et supérieures de Windows (ainsi que sur Linux et MacOS),.